# Pont d’Iéna
Pont d’Iéna – most przy Place de Varsovie, łączący dwa brzegi Sekwany w Paryżu, uznany za zabytek historyczny o szczególnej wartości.
Napoleon Bonaparte nosił się już na początku XIX wieku z zamiarem budowy nowego mostu, który zaczynałby się przed gmachem Szkoły Wojskowej. W 1807 oficjalnie zdecydował w Warszawie dekretem cesarskim o rozpoczęciu prac nad nim i sam wybrał dla niego obecną nazwę, mimo wcześniejszych projektów nazwania przeprawy Mostem Pola Marsowego lub Szkoły Wojskowej od położonych w pobliżu obiektów. Budowa trwała od 1808 do 1814. Powstał most łukowy o łącznej długości 155 metrów i pięciu łukach, bogato dekorowany płaskorzeźbami z cesarskim orłem. Dodatkowe dekoracje dobudowano doń w czasie wielkiej przebudowy Paryża, kiedy na narożnikach mostu pojawiły się cztery figury wojowników - galijskiego, rzymskiego, arabskiego oraz greckiego.
W 1937 most został przebudowany, z okazji Wystawy światowej zwiększono jego szerokość z około 14 do 35 metrów. Służy zarówno ruchowi pieszemu, jak i kołowemu.

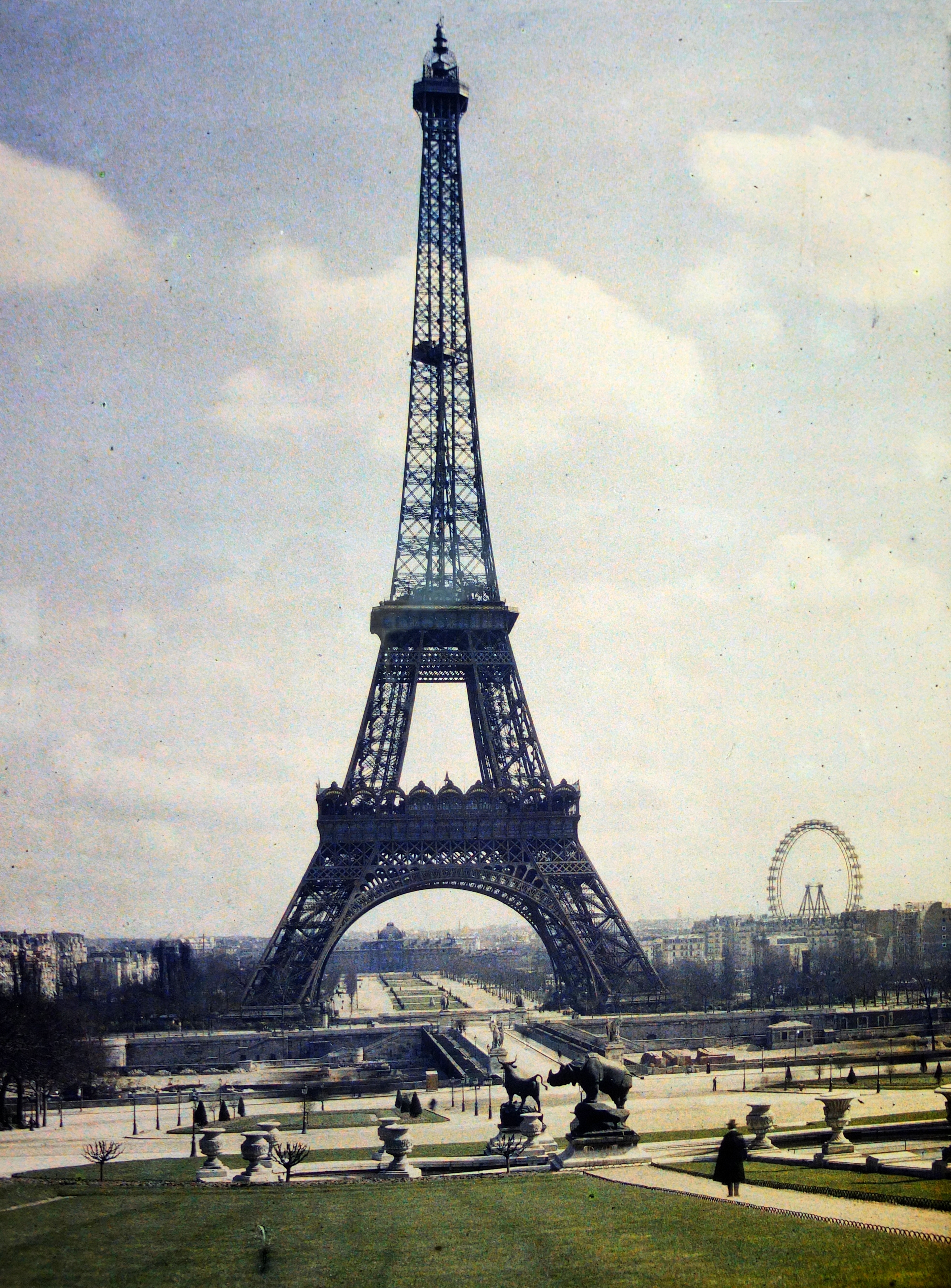
Pont d’Iéna w Paryżu (1914)

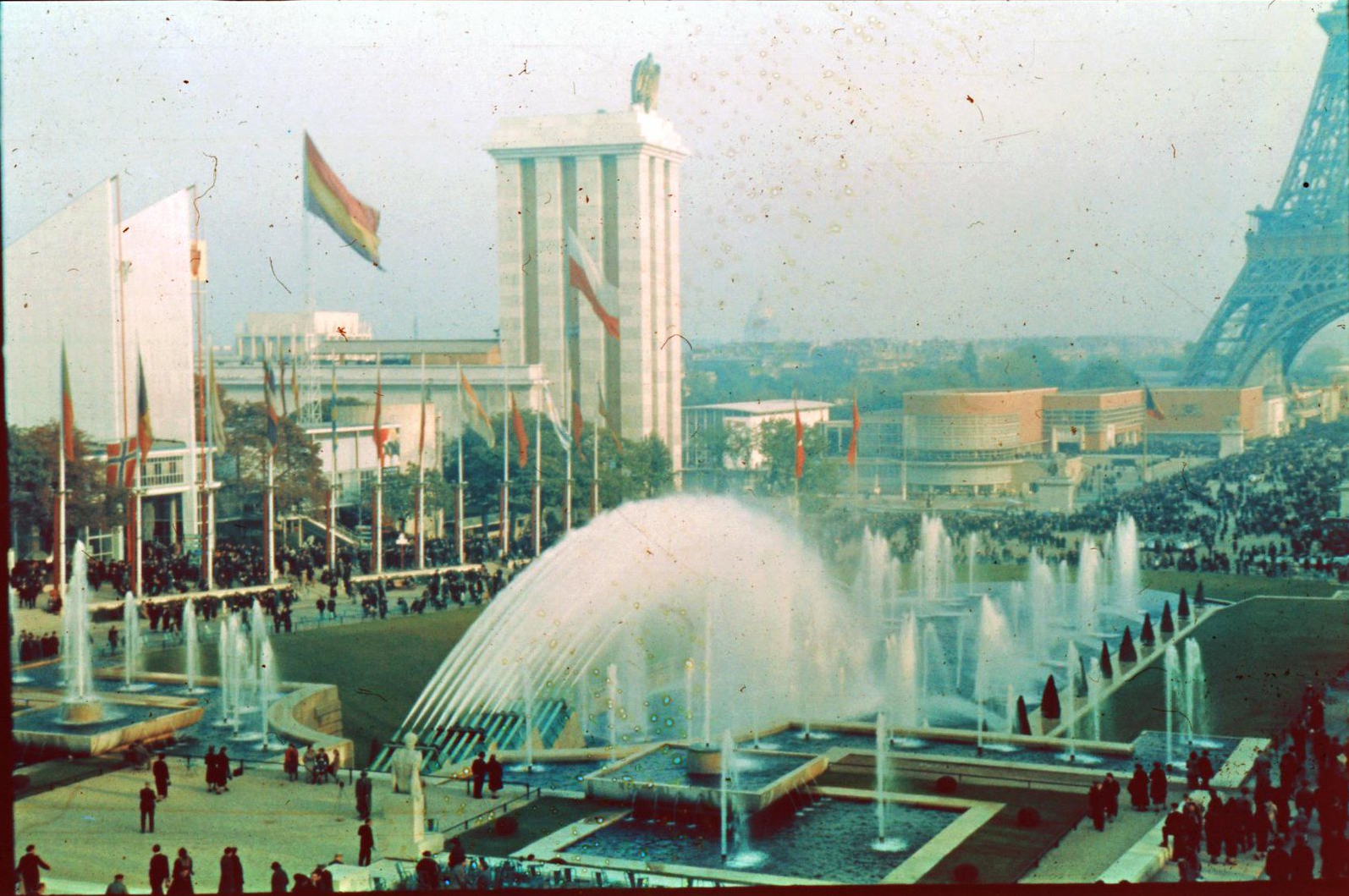
Pont d’Iéna w Paryżu (1937)